# Der Staatsanwalt hat das Wort: Waldidyll
Waldidyll ist ein deutscher Kriminalfilm aus dem Jahr 1978. Er erschien als 58. Folge der Reihe Der Staatsanwalt hat das Wort. In den Hauptrollen sind Jürgen Zartmann und Karin Ugowski zu sehen.

## Handlung
Das Ehepaar Benno und Hella Simke betreibt seit vielen Jahren die Gaststätte Waldidyll am Rande einer Kleinstadt. Beide haben einen Sohn, Ralf, der hin und wieder in der Gaststätte als Kellner aushilft. Ihr langjähriger Mitarbeiter ist der Kellner Justus. Benno, Hella und Justus sind im Laufe der Jahre zu einem raffinierten Trio geworden. Sie betrügen alle einkehrenden Gäste und stellen ihnen viel zu hohe Rechnungen aus. Benno kauft das Gemüse bei einem Schwarzhändler, der Schnaps wird gepanscht und die viel zu kleinen Essensrationen werden zu immer höheren Preisen verkauft. Familie Simke und Justus haben somit über all die Jahre hinweg ihr Einkommen verdreifacht. So können Benno und Hella inzwischen ein Luxusleben führen. Beide haben jeweils ein neues Auto gekauft und können sich dazu noch teure Urlaubsreisen und Hobbys leisten.
Eines Tages wird die neue Kellnerin Ilona eingestellt. Mit ihrer offenen und freundlichen Art ist Ilona bei den Gästen schnell beliebt. Benno hat inzwischen ein großes Auge auf sie geworfen und beginnt eine Affäre mit ihr. Dies bleibt jedoch seiner Ehefrau Hella nicht verborgen. Hella konfrontiert Benno damit und stellt ihn vor die Wahl. Entweder er beendet die Affäre mit Ilona oder sie lässt sich von ihm scheiden, womit dann auch seine dubiosen Geschäfte der letzten Jahre auffliegen würden. Doch Benno erpresst Hella damit, weil sie jahrelang alle Lieferscheine und die Bilanzen gefälscht hat. Somit steckt sie in der Sache genauso tief drin. Benno wiederum verspricht Hella die Affäre mit Ilona zu beenden und sich zu ändern. Doch Benno geht weiter seinen Weg und bleibt im altbekannten Muster. Er trifft sich weiterhin heimlich mit Ilona, die er auch nach und nach in seine Betrugsgeschäfte einweiht und mit hineinzieht. Hella wird dies irgendwann alles zu viel, denn sie möchte nicht mehr erpressbar sein und sich nicht mehr von Benno vorschreiben lassen wie sie zu Leben und zu Wirtschaften hat. Auch hat sie sich von ihrem Ehemann und dessen Mutter Berta in all den Jahren schon zu viel gefallen lassen. Sie reicht letztendlich die Scheidung ein und geht zur Volkspolizei, womit alles auffliegt. Die Gaststätte wird dadurch geschlossen.
Benno wird wenige Monate später schließlich wegen Betrugs, Hehlerei und Untreue zum Nachteil sozialistischen Eigentums in zahlreichen Fällen zu acht Jahren Haft verurteilt. Hella und der Kellner Justus erhalten wegen Begünstigung jeweils eine Haftstrafe in Höhe von zwei Jahren.

## Hintergründe
Der Film wurde im Sommer/Herbst 1977 vorwiegend in der Umgebung einer Kleinstadt in Brandenburg gedreht. Als Drehort für die Grabstätte Waldidyll diente eine zum damaligen Zeitpunkt dort tatsächlich befindliche Gaststätte.
Der im Film dargestellte Kriminalfall basiert auf einer wahren Begebenheit.
Die Erstausstrahlung erfolgte am 14. Juli 1978 zur Hauptsendezeit im 1. Programm des DDR-Fernsehens. Nach der Wende wurde der Film noch mehrmals im Fernsehen wiederholt.
Waldidyll ist aus der Reihe Der Staatsanwalt hat das Wort zudem die letzte Folge, die noch in Schwarz-weiß ausgestrahlt wurde.